# Giacomo Colli
Giacomo Colli (Brescia, 5 maggio 1928 – Desenzano del Garda, 22 aprile 1994) è stato un regista italiano.

## Biografia
Diplomato in regia all'Accademia nazionale d'arte drammatica di Roma, è stato assistente di Orazio Costa e di Giulio Pacuvio. Nel 1956 ha avuto la sua prima collaborazione con il Teatro Stabile di Torino. Per esso il giovane Colli nel 1959 ha diretto La giustizia di Giuseppe Dessì con gran successo di critica e di pubblico e guadagnandosi la Grolla d'oro 1958-59 per la regia.
Ha poi collaborato con gli Stabili dell'Aquila, di Trieste, Napoli, Palermo e Catania, inscenando opere di Goldoni e di altri autori italiani e stranieri. Innamorato della Sardegna fin dalla messa in scena torinese di La giustizia di Giuseppe Dessì, è stato socio fondatore e direttore artistico della Cooperativa Teatro di Sardegna, una delle poche realtà cooperative in Italia. Con la compagnia di teatro sarda Giacomo Colli ha allestito, tra l'altro, nel 1972, Quelli dalle labbra bianche di Francesco Masala, nel 1993 La visita di Giulio Angioni e una rivisitazione delle farse spagnole del Siglo de oro.
Dagli anni '80 ha collaborato con l'antica compagnia teatrale I guitti e con essa ha approfondito lo studio della produzione goldoniana nei suoi rapporti con la commedia dell'arte.
Con la RAI ha curato la regia di molte opere teatrali, di molti sceneggiati radiofonici e televisivi e di vari programmi culturali anche di tipo scolastico.

## Filmografia

### Regia

#### Televisione
- La giustizia (1962)
- Ifigenia in Aulide - film TV (1962)
- Delitto a Corfù (1963)
- Pasqua (1964) dramma di August Strindberg
- La porta - film TV (1964)
- Un cuore onesto (1964)
- Il sale della terra - film TV (1965)
- Tra vestiti che ballano (1965)
- Ed egli si nascose (1966)
- Il valore commerciale, di Giuseppe Cassieri, 14 aprile 1967.
- L'infedele (1967)
- Antony, di Alexandre Dumas (padre), 11 giugno 1968.
- Chi non vuol parlare (1968)
- Un ballo in maschera (1968)
- Donna in vestaglia (1968)
- Istruttoria preliminare - serie TV (1968)
- Fuori gioco (1969)
- La Violenza (1970) di Giuseppe Fava
- Le donne balorde, di Franca Valeri - serie TV (1970)
- Un capriccio (1970)
- Gioco di società (1971)
- Uragano (1971)
- Grande rappresentazione dell'amante militare (1973)
- L'armadietto cinese - film TV (1975)
- La mossa del cavallo - miniserie TV (1977)
- Sacco e Vanzetti - serie TV (1977)
- Un capriccio di A. De Musset (1978)
- Tramonto - serie TV (1983)